# Thomas Rosié

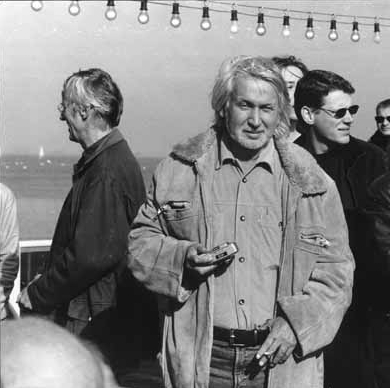
Thomas Rosié (2010)

Thomas Michael Paul Rosié (* 11. Juli 1942 in Berlin; † 22. Oktober 2024 in Boitzenburg) war ein deutscher Kameramann, Special Effects Designer und Drehbuchautor.

## Leben
Thomas Rosié wurde in Berlin als Sohn des Grafikers Paul Rosié geboren. Er wuchs dort zusammen mit seiner Schwester auf. Thomas Rosié ging nach dem Abitur zur Filmhochschule Babelsberg (heute Hochschule für Film und Fernsehen Potsdam „Konrad Wolf“). Diese besuchte er von 1961 bis 1963 und legte dort sein Kamera-Diplom ab. Seitdem war er freischaffender Kameramann in Film und Fernsehen u. a. für das DEFA-Studio für Spielfilme in der DDR.
1968 gründete er zusammen mit Hans Moser die Moser + Rosié Film – unter seiner Beteiligung entstanden über 4500 Projekte. Er war außerdem Drehbuchautor verschiedener Trick-, Werbe- und Imagefilme (u. a. der Trickfilmserie Donky von Alpha 6*4 im Jahr 1995).
Er lebte mit seiner Frau in Berlin und hatte zwei Töchter und einen Sohn.

## Filmografie (Auswahl)
- 1971: Sie wollen weiter marschieren
- 1972: Das Lachen soll euch nicht im Halse stecken bleiben. 2. Teil
- 1973: Die Zeit ist gekommen
- 1973: Wer die Erde liebt
- 1974: Die alte neue Welt
- 1975: So will ich's ausschreien vor aller Welt
- 1976: Poesie im Bild
- 1977: Konrad Wolf
- 1977: Copihuito
- 1978: Die Wirklichkeitsträumer.
- 1978: Das Auge
- 1978: Matrosen in Berlin
- 1979: Himmelsstürmer
- 1980: Die Solidarität der Haie
- 1980: Der Störenfried
- 1981: David und Goliath
- 1981: Der Morgen
- 1982: Ich denk', ich bin 'n Schloß
- 1983: Besuchen Sie Europa
- 1988: Zwei Deutsche
- 1989: Was wird aus mir...
- 1989: Besuchen Sie Europa
- 1990: Stunts
- 1991: Engel in Leningrad, wo ist dein Kreuz geblieben?
- 1993: Der Olympische Sommer
- 1995: Donky von Alpha 6*4
- 1996: Hans Warns 1914 - Die seltsame Reise eines Schiffsjungen. Teil 2: Fern von Daheim
- 1996: Mosaik – 40 Jahre Abenteuer
- 1997: Wilhelm II. – Majestät brauchen Sonne
- 1999: Hans Warns – Mein 20. Jahrhundert
- 1999: Majestät brauchen Sonne
- 2010: Bartleby – Geschichte der Wall Street